# The Sacrifice Game
The Sacrifice Game és una pel·lícula de terror estatunidenca del 2023 dirigida per Jenn Wexler, que també va coescriure la pel·lícula amb Sean Redlitz. És protagonitzada per Mena Massoud, Olivia Scott Welch i Gus Kenworthy.
The Sacrifice Game es va estrenar al FanTasia el 28 de juliol de 2023, i es va publicar al servei de streaming Shudder el 8 de desembre de 2023.

## Argument
A l'Acadèmia Blackvale, un internat per a noies, dues estudiants, la Clara i la Samantha, s'han quedat per Nadal amb la seva professora Rose i el seu xicot Jimmy. Un grup d'assassins, Jude, Maisie, Grant i Doug, han estat terroritzant les ciutats properes amb una sèrie d'assassinats rituals basats en un ritual de convocatòria de dimonis que Maisie va descobrir mentre assistia a Blackvale. Una trobada casual amb un oficial de policia obliga els assassins a refugiar-se a Blackvale, on ràpidament capturen i frenen a Rose i als altres, matant en Jimmy en el procés. Decideixen acabar el ritual a Blackwood sacrificant Rose, només per frustrar-se quan el dimoni promès no es mostra.
Maisie va al soterrani amb Jude per investigar el llibre d'encanteris on va obtenir l'encanteri, en el procés descobrint que només havia obtingut una part del ritual i que el sacrifici final deu ser algú impur. En Doug va darrere d'ells, deixant la Clara i la Samantha soles amb Grant. Jude se'n va després d'actuar de manera estranya. Mentre la Maisie llegeix l'encanteri, s'adona que el ritual pretén alliberar un dimoni, la Clara. Aleshores, es mostra a Clara fent servir els seus poders sobre Grant i l'obliga a alliberar Samantha, a qui ella mana que la deixi enrere i fugi per seguretat. Aleshores, el dimoni utilitza els seus poders per superar mentalment a Grant, utilitzant-lo per capturar i deixar inconscients a Jude, Maisie i Doug. La Samantha aconsegueix fugir a una comissaria de seguretat i truca a la policia, però opta per tornar per salvar la Clara.
Maisie es desperta i descobreix que la Clara els ha empresonat sense la seva roba per completar el ritual. La Clara revela que va ser empresonada dins dels murs de l'escola segles abans després que la gent del poble canviés d'opinió mentre la convocaven. La Clara els obliga a fer diversos sacrificis personals, que van culminar amb la mort de Doug i Jude. Maisie aconsegueix trencar el control de la Clara sobre Grant, que se suïcida. Samantha torna i descobreix que la Clara és el dimoni, trencant encara més el control de la Clara i alliberant la Maisie que comença a fugir només amb roba interior. Molesta, la Clara demana saber per què va tornar la Samantha; rlla respon que no podia deixar un amic enrere. Ambdues discuteixen, ja que la Clara es nega a creure que algú es pugui preocupar per ella. Ella demana que la Samantha l'alliberi matant la Maisie mentre escapa a la neu. La Samantha compleix i la pel·lícula acaba amb ella i la Clara marxant a viatjar pel món juntes.

## Repartiment
- Mena Massoud com a Jude[1]
- Olivia Scott Welch com a Maisie[1]
- Gus Kenworthy com a Jimmy[1]
- Madison Baines com a Samantha[1]
- Derek Johns com a Grant[1]
- Laurent Pitre com a Doug[1]
- Chloë Levine com a Rose[1]
- Georgia Acken com a Clara[1]

## Producció
The Sacrifice Game fou rodada a Oka (Quebec), Canadà.

## Reception
Al lloc web de l'agregador de ressenyes Rotten Tomatoes, The Sacrifice Game té una puntuació d'aprovació del 90% basada en vint-i-nou ressenyes, amb una puntuació mitjana de 7,1/10. A Metacritic té una puntuació de 55.
Meagan Navarro de Bloody Disgusting va donar a la pel·lícula una puntuació de tres i mig sobre cinc, i va escriure que "Els seus girs narratius, els seus personatges que desafien les percepcions i el sagnament semblant a un slasher ofereixen una nova entrada diabòlicament divertida en terror nadalenc." Nick Allen de RogerEbert.com va escriure que el guió de la pel·lícula "és més fort quan pot ser tan boig com vulgui i deixa que alguns dels seus personatges prenguin el relleu amb pura força dramàtica. Les millors parts de la pel·lícula es guarden per a un gir que no s'ha de fer malbé més endavant a la història, quan supera la lectura de la línia rígida i la revelació d'una història de fons maldestra."